# Fabrizio Sceberras Testaferrata
Fabrizio Sceberras Testaferrata (La Valletta, 1º aprile 1757 – Senigallia, 3 agosto 1843) è stato un cardinale e arcivescovo cattolico maltese.

## Biografia
Nacque a La Valletta il 1º aprile 1757, figlio di Pasquale Sceberras Testaferrata, barone di Castel Cicciano, e di Lucrezia Dorell.
Fu ordinato sacerdote nel febbraio 1802.
Il 20 settembre 1802 fu nominato arcivescovo titolare di Berito; ricevette la consacrazione episcopale il successivo 21 dicembre.
Il 20 settembre 1803 fu nominato nunzio apostolico in Svizzera.
Nel 1815 fu chiamato a ricoprire l'incarico di segretario della Congregazione per i vescovi e l'8 marzo 1816 fu nominato cardinale in pectore.
Papa Pio VII lo elevò al rango di cardinale, con il titolo di Santa Pudenziana, nel successivo concistoro del 6 aprile 1818, e lo stesso giorno fu nominato vescovo di Senigallia. È stato il primo maltese nella storia a diventare cardinale.
Rimase per venticinque anni vescovo di Senigallia ed ebbe modo di conoscere e guidare le forti personalità ecclesiastiche di quel tempo come Giovanni Maria Mastai Ferretti, che ordinò sacerdote nel 1819 e che diverrà papa Pio IX,  e Gaetano Bedini, futuro importante diplomatico della Santa Sede.
Morì il 3 agosto 1843 all'età di 86 anni.

## Genealogia episcopale e successione apostolica
La genealogia episcopale è:
- Cardinale Scipione Rebiba
- Cardinale Giulio Antonio Santori
- Cardinale Girolamo Bernerio, O.P.
- Arcivescovo Galeazzo Sanvitale
- Cardinale Ludovico Ludovisi
- Cardinale Luigi Caetani
- Cardinale Ulderico Carpegna
- Cardinale Paluzzo Paluzzi Altieri degli Albertoni
- Papa Benedetto XIII
- Papa Benedetto XIV
- Cardinale Enrico Enriquez
- Arcivescovo Manuel Quintano Bonifaz
- Cardinale Buenaventura Córdoba Espinosa de la Cerda
- Cardinale Giuseppe Maria Doria Pamphilj
- Cardinale Fabrizio Sceberras Testaferrata

La successione apostolica è:
- Vescovo Joseph-Antoine Maxime Guisolan, O.F.M.Cap. (1804)
- Vescovo Joseph François Xavier de Preux (1807)
- Vescovo Pierre-Tobie Yenni (1815)